# Silverwing
Silverwing – jest pierwszym singlem Jennie Tebler. Piosenki znajdujące się na tej płycie zostały również wydane na kompilacji "In Memory of Quorthon" grupy Bathory.

## Lista utworów
1. "Silverwing" – 5:18
2. "Song To Hall Up High" (cover zespołu Bathory) – 2:33

## Twórcy
- Jennie Tebler – wokal
- Quorthon – gitara elektryczna, gitara basowa, perkusja